# Shararat
Shararat (tłumaczenie „Szkoda”, inny tytuł „Sharaarat”, rosyjski tytuł: „Wiecznyje cennosti”) – indyjski dramat rodzinny i społeczny z elementami romansu i musicalu wyreżyserowany w 2002 roku przez debiutanta Gurudev Bhalla. W roli głównej Abhishek Bachchan, w drugoplanowych Amrish Puri, Om Puri i Helen. Tematem filmu jest przemiana młodego człowieka – od beztroski i używania życia ku współczuciu odpowiedzialności i trosce za innych. Film opowiada też o dramacie ludzi starych, którzy czują się niepotrzebni w swoich rodzinach, opuszczeni, lekceważeni, niechciani przez swoje dzieci, w wychowanie których, wykształcenie i pomoc w założeniu rodziny włożyli kiedyś wszystkie swoje siły. Tematem jest ich żal, strach o przyszłość, pragnienie wdzięczności, szacunku i miłości, a także nadzieja na powrót do rodziny.

## Fabuła
Rahul Khanna (Abhishek Bachchan) rozpieszczony bogactwem ojczyma, trwoniący czas na zabawie i wyścigach samochodowych przez Mumbaj dzięki przekupstwu policji i umiejętności manipulowania rodzicami z każdej sytuacji wychodzi obronną ręka nie doświadczając konsekwencji swoich czynów. Pewnego dnia jednak trafia na oficera policji (Om Puri), który poważnie traktuje prawo i swoją odpowiedzialność za łamiących je. Dochodzi do sądu podczas którego Rahul zostaje skazany zamiast na grzywnę na miesięczny pobyt w domu spokojnej starości w „aśramie” w górach Himachal Pradesh. Pobyt tam ma dla niego być lekcją, szansą na uświadomienie sobie błędów i okazją do zmiany siebie.

## Obsada
- Abhishek Bachchan – Rahul Khanna
- Hrishitaa Bhatt – Neha Sengupta
- Amrish Puri – Prajapati
- Mohnish Behl – Vikram Saxena
- Helen – Anuradha Mathur
- Om Puri – oficer policji Bhosle
- Ashish Vidyarthi – Arora
- A.K. Hangal – Gajanan Desai
- Tinu Anand – Saifuddin
- Daisy Irani – pani Chitra Gujral
- Dara Singh – pan Gujral
- Shubha Khote – Shanta Deshpande
- Viju Khote – Keshav Deshpande
- Navni Parihar – Nandini Khanna (mama Rahula)
- Romesh Sharma – Niranjan Khanna (ojczym Rahula)
- Rajendranath Zutshi - syn Gajanana

## Muzyka i piosenki
Twórca muzyki jest duet Sajid-Wajid.
- Dil Kehta Hai
- Ek Ladki Mujhe
- Kuch Tum Kaho
- Mehki Hawaon Mein
- Ye Main Kahan
- Mastana Albela
- Na Kisi Ki Aankh Ka